# Espírito Santo

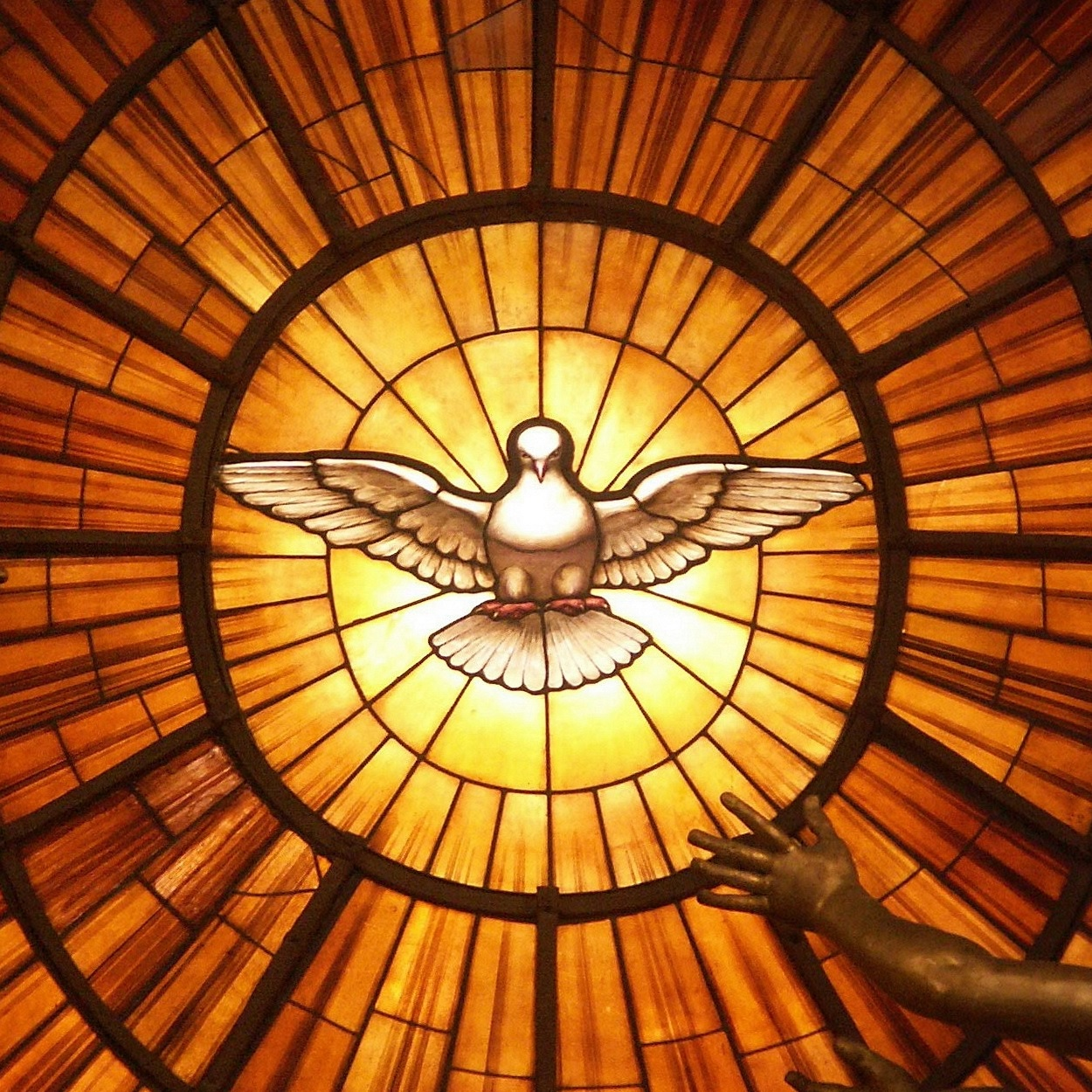
Representação do Espírito Santo na Basílica de São Pedro, Cidade do Vaticano.

No cristianismo, o Espírito Santo é a terceira prosopon da Santíssima Trindade - juntamente com Deus Pai e Deus Filho - e é o Deus onipotente. Ele é visto como sendo uma das pessoas do Deus Triúno, que revelou seu Santo Nome YHWH ao seu povo em Israel, enviou seu Filho Eternamente Gerado Jesus para salvá-los do pecado e da morte e enviou o Espírito Santo para santificar e dar vida à sua Igreja. O Deus Triúno se manifesta como três "pessoas" (grego koiné: hypostasis) de uma única substância divina (grego antigo: ousia), chamada Deus.
Jesus é apresentado nos Evangelhos como sendo o Messias há muito profetizado, que batiza não com água, mas com o "Espírito Santo" e com fogo (Lucas 3:16). Antes da Paixão, durante a Última Ceia, Ele promete enviar do Pai outro Paráclito ao mundo, o Espírito Santo, o "Espírito da Verdade" (João 15:26), que, segundo os Atos dos Apóstolos, apareceu na forma de "línguas de fogo" sobre os discípulos, os apóstolos, durante o evento conhecido como Pentecostes, que marca o início da Igreja de Jesus na Terra (Atos 2:1).
A compreensão do mistério da Santíssima Trindade varia nas diversas denominações cristãs. Algumas se intitulam trinitárias por compartilharem o ponto de vista majoritário acima, enquanto que as não trinitárias têm compreensão diferente do papel do Espírito Santo. Mesmo entre os trinitários, há diferenças: enquanto que a Igreja Ortodoxa afirma que o Espírito procede apenas do Pai ("através do Filho"), a Igreja Católica mantém que o Espírito Santo procede tanto do Pai quanto do Filho, uma doutrina que ficou conhecida como Filioque e já foi tema de grande controvérsia.

## Etimologia
Está presente no Novo Testamento em três palavras: dynamis (= onipotência de Deus), energeia (= poder efetivo), e pneuma (= sopro vivo).
A palavra grega pneuma πνεύμα geralmente significa "espírito" e é encontrada por volta de 385 vezes no referido Novo Testamento e a palavra grega "Agion" Geralmente Significa "Santo", com acadêmicos discordando entre 3 e 9 casos. A utilização varia: em 133 casos, ele se refere ao "espírito" de forma geral, em 153 ao termo "espiritual" e, possivelmente, se refira ao Espírito Santo em 93 casos. Nuns poucos, o termo pode significar também "sopro" ou "vida" em Hebraico "Ruach".
A teologia do Espírito Santo é chamada de pneumatologia.

## Judaísmo
O termo "espírito santo" aparece apenas três vezes na Bíblia Hebraica (em Salmos 51:11 e duas vezes em Isaías 63:10–11). No judaísmo, Deus é um, a ideia de Deus como uma dualidade ou trindade entre os gentios pode ser shituf (ou "imperfeitamente monoteísta"). Já o termo Ruach HaKodesh (em hebraico:  רוח הקודש - transl. ruah ha-qodesh), "Espírito Santo de YHWH", aparece frequentemente no Talmud e na Midrash, significando por vezes a inspiração profética e em outros é utilizado como uma hipóstase ou metonímia de Deus. O "Espírito Santo" rabínico tem um certo grau de personificação, mas permanece sendo uma "qualidade de Deus, um de seus atributos" e não, como na representação majoritária cristã, como sendo "qualquer tipo de divisão metafísica da Divindade". O substantivo ruach (רוח, literalmente "sopro" ou "vento"), em várias combinações, aparece diversas outras vezes na Bíblia Hebraica, significando o "espírito" de Deus.

## Cristianismo

### Evangelhos sinóticos
O Espírito Santo não aparece apenas no Pentecostes após a ressurreição de Jesus, é também proeminente no Evangelho de Lucas (1 e 2), antes do Nascimento de Jesus. Em Lucas 1:15, João Batista já estava preenchido pelo Espírito Santo antes do seu nascimento e o Espírito apareceu para a Virgem Maria em Lucas 1:35, na Anunciação. Em Lucas 3:16, João Batista afirma que Jesus não batiza com água, mas com o Espírito Santo e com fogo, e o próprio Espírito desceu até Jesus em seu próprio batismo no Rio Jordão. Em Lucas 11:13, Jesus assegura que "vosso Pai celestial dará o Espírito Santo aos que lho pedirem.".
Marcos 13:11 especificamente se refere ao poder do Espírito Santo de agir e falar através dos discípulos de Jesus quando necessário: "Quando vos conduzirem para vos entregar, não vos preocupeis com o que haveis de dizer, mas falai o que vos for dado naquela hora; porque não sois vós os que falais, mas o Espírito Santo". Mateus 10:20 se refere ao mesmo ato de falar através dos discípulos, mas usa o termo "Espírito de vosso Pai".
A natureza sagrada do Espírito Santo é afirmada nos três evangelhos sinóticos (Mateus 12:30–32; Marcos 3:28–30; Lucas 12:8–10), que proclamam que a blasfêmia contra o Espírito Santo seria um pecado imperdoável. A participação do Espírito Santo na natureza tripartida da conversão dos não fiéis fica aparente na instrução de Jesus após a ressurreição aos seus discípulos (em Mateus 28:19):"Ide, pois, e fazei discípulos de todas as nações, batizando-as em o nome do Pai e do Filho e do Espírito Santo".

### Literatura joanina
Três termos distintos, "Espírito Santo", "Espírito da Verdade" e "Paráclito" (ou Paracleto) são utilizados na literatura joanina. O "Espírito da Verdade" aparece em João 14:17, João 15:26 e João 16:13. A Primeira Epístola de João contrasta-o com o "espírito do erro" em I João 4:6. I João 4:1–6 provê uma separação entre "todo o espírito que confessa que Jesus Cristo veio em carne, é de Deus" e os que não crêem.
Em João 14:26, Jesus diz: "mas o Paráclito, o Espírito Santo, a quem o Pai enviará em meu nome, esse vos ensinará todas as coisas e vos fará lembrar de tudo o que eu vos disse.". A identidade do "Paráclito" (do grego koiné παράκλητος - paráklētos - que pode significar "aquele que consola ou conforta; aquele que encoraja e reanima; aquele que revive; aquele que intercede em nosso favor como um defensor numa corte".) tem sido objeto de longo debate entre os teólogos, com diversas teorias sobre o assunto.

### Atos dos Apóstolos
Do início, em Atos 1:2, já se afirma que o ministério de Jesus na terra foi levado adiante pelo poder do Espírito Santo e que os "atos dos apóstolos" são uma continuação dos atos de Jesus, facilitados pelo Espírito Santo. O autor apresenta o Espírito como "princípio vital" da Igreja antiga e relata cinco ocasiões dramáticas distintas de sua ação entre os crentes em Atos 2:1–4, Atos 4:28–31, Atos 8:15–17, Atos 10:44 e Atos 19:6.

### Epístolas paulinas
O Espírito Santo tem um papel fundamental nas epístolas paulinas e a pneumatologia de Paulo é tão interconectada com a sua teologia e a sua cristologia que é inseparável delas. A Primeira Epístola aos Tessalonicenses, que provavelmente foi a primeira das cartas de Paulo, introduz uma nova caracterização do Espírito Santo em I Tessalonicenses 1:6 e I Tessalonicenses 4:8, que persistirá por todas as suas epístolas. No primeiro trecho, Paulo se refere a imitação de Cristo (e dele mesmo) e afirma: "Vós vos fizestes imitadores nossos e do Senhor, tendo recebido a palavra no meio de muita tribulação com gozo do Espírito Santo", cuja fonte se identifica no segundo, "...Deus que vos dá o seu Espírito Santo.".
Estes dois temas, de receber o Espírito "como Cristo" e Deus como sendo a fonte do Espírito Santo persistem nas epístolas paulinas como a caracterização da relação dos cristãos com Deus. Para Paulo, a imitação de Cristo envolve a prontidão e disposição do indivíduo para ser moldado pelo Espírito Santo como em Romanos 8:4–11: "Mas se o Espírito daquele que ressuscitou a Jesus dentre os mortos habita em vós, aquele que ressuscitou a Cristo Jesus dentre os mortos, também dará vida aos vossos corpos mortais pelo seu Espírito que habita em vós". I Tessalonicenses 1:5 também se refere ao poder do Espírito Santo, outro tema frequente de Paulo.

## Crenças e doutrinas

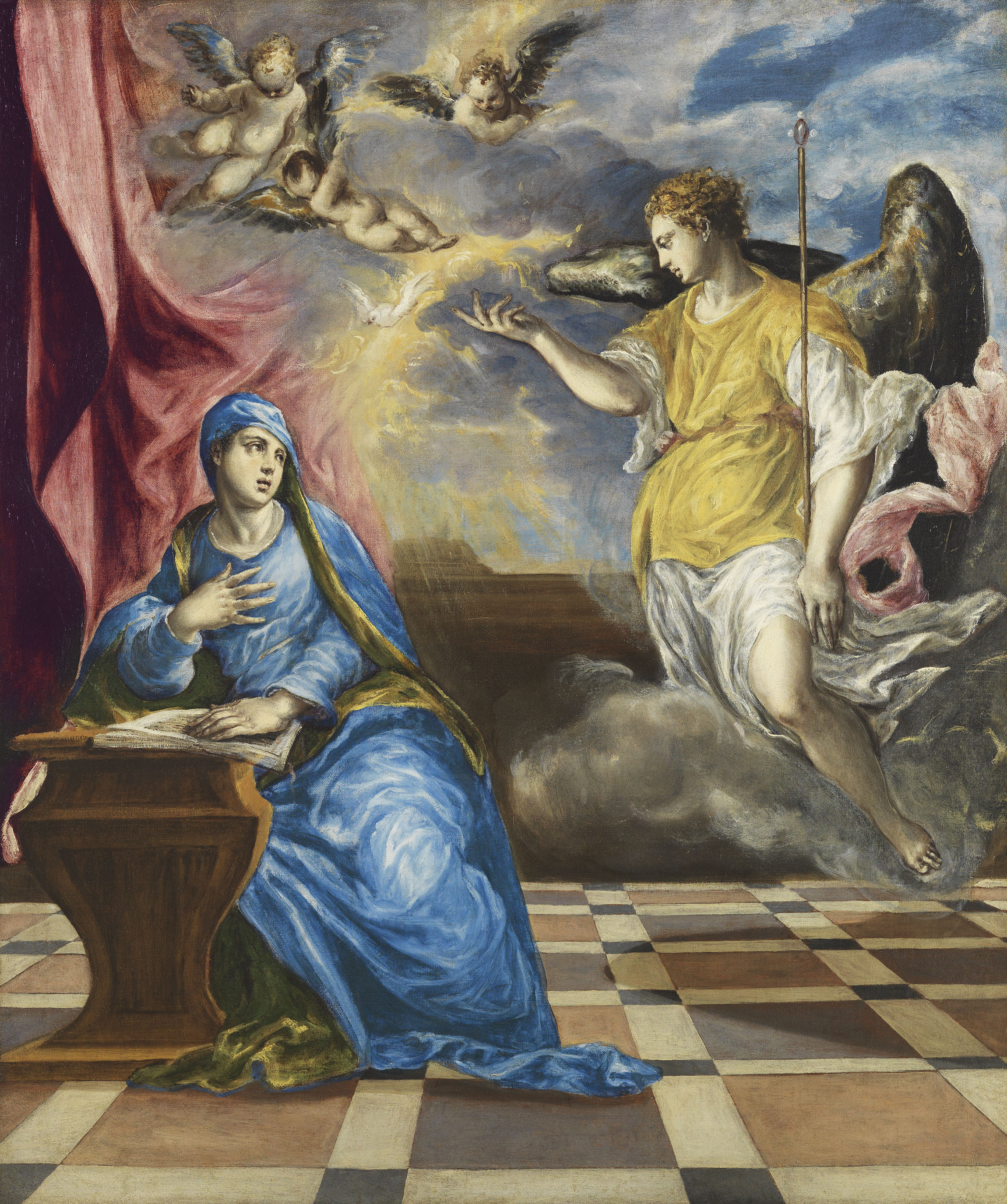
Anunciação, com o Espírito Santo novamente retratado como uma pomba entre a Virgem Maria e o Arcanjo Gabriel.1576. Por El Greco, atualmente no Museu Thyssen-Bornemisza, em Madrid.

### Doutrinas majoritárias
O Espírito Santo é entendido como sendo uma das três Pessoas da Santíssima Trindade e, como tal, ele é pessoalmente e totalmente Deus, co-igual e co-eterno com Deus Pai e Deus Filho. Ele é diferente do Pai e do Filho, pois procederia do Pai (ou, segundo a cláusula Filioque, do Pai e do Filho) como descrito no Credo de Niceia.

#### Deus, Espírito Santo
A crença na Santíssima Trindade entre os cristãos inclui o conceito de "Deus, o Espírito Santo", juntamente com Deus Filho e Deus Pai. O teólogo Vladimir Lossky argumentou que, no ato da Encarnação, Deus Filho se manifestou como o Filho de Deus e o mesmo não aconteceu com a terceira pessoa, "Deus, Espírito Santo", que permaneceu sem se revelar. Ainda assim, como em I Coríntios 6:19, Deus, Espírito Santo, continuou a habitar o corpo dos fiéis.
Acredita-se que o Espírito Santo realize algumas funções específicas na vida dos cristãos e de sua Igreja. Entre elas:
- Condenação do pecado: o Espírito Santo age para convencer os não penitentes tanto da pecaminosidade de seus atos quanto de sua posição moral como pecadores perante Deus.[34]
- Conversão: a ação do Espírito Santo é vista como essencial para trazer alguém para a fé cristã.[35] O novo crente é dito "nascido novamente no Espírito".[36]
- Habilita a vida cristã: acredita-se que Espírito Santo habite o fiéis individualmente e os habilita a viver uma vida correta e crente.[35]
- Confortador (o Paráclito): aquele que intercede ou apoia ou age como um advogado, particularmente em tempos de atribulação.
- Inspirador ou o que permite interpretar as Escrituras: o Espírito Santo tanto "inspira" os autores quanto as "interpreta" para os cristãos e para a Igreja.[37]

#### Jesus Cristo
Acredita-se também que o Espírito Santo esteve ativo principalmente durante a vida de Jesus Cristo, dando-lhe condições para realizar sua obra na terra. Ações em particular do Espírito incluem:
- Causa de Seu nascimento: de acordo com os relatos dos Evangelhos, Jesus não foi concebido por um pai terrestre, mas pelo Espírito Santo, nascendo da Virgem Maria. O "início de Sua existência encarnada" se deu por conta do Espírito Santo. O texto masorético da Bíblia Hebraica afirma que Jesus "nasceu de uma donzela", porém, a Septuaginta, muito mais antiga, se utiliza de parthenos, a palavra grega utilizada especificamente para "virgem".[38][39]
- Unção no Batismo de Jesus.[35]
- Ajuda durante o Seu Ministério: após o seu batismo, Jesus teria sido conduzido pelo poder do Espírito Santo.[35]

#### Dons do Espírito Santo

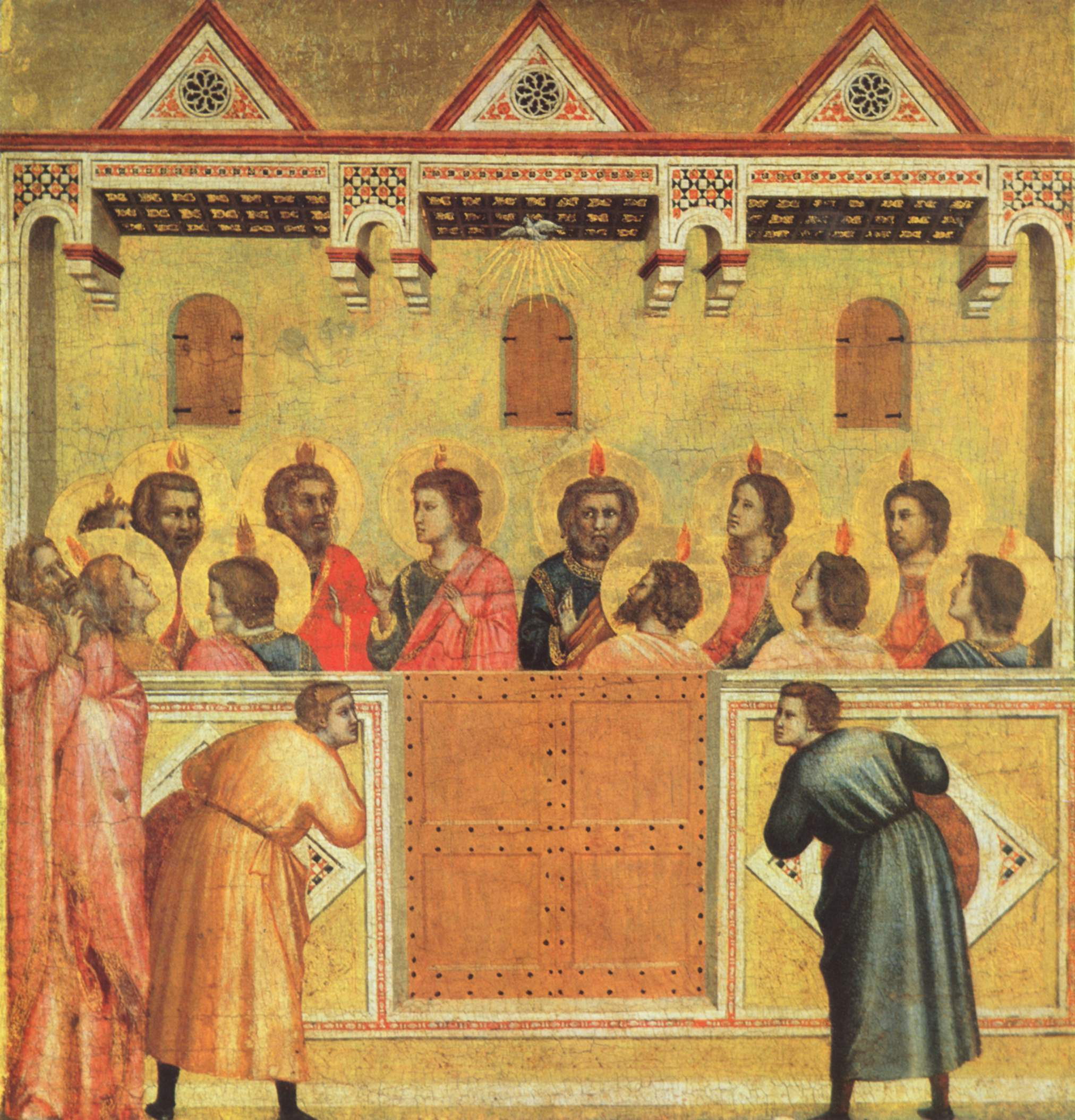
Pentecostes, com o Espírito Santo representado como "línguas de fogo" sobre a cabeça dos discípulos.1300. Por Giotto, atualmente na National Gallery, em Londres.

Os cristãos acreditam que os dons do Espírito Santo consistem de características virtuosas fomentadas nos cristãos pela ação do Espírito Santo. Elas estão listadas em Gálatas 5:22–23: "Mas o fruto do Espírito é a caridade, o gozo, a paz, a longanimidade, a benignidade, a bondade, a fidelidade, a mansidão, a temperança; contra tais coisas não há lei.". A Igreja Católica acrescenta ainda a generosidade, a modéstia e a castidade.
Os cristãos acreditam que Espírito Santo concede "dons" aos cristãos, que seria habilidades específicas. Eles são também conhecidos pela palavra grega para "presente", Charisma, de onde o termo carisma deriva. O Novo Testamento provê três diferentes listas de tais dons (em I Coríntios 12, Romanos 12 e Efésios 4), que abrangem do sobrenatural (cura, profecia, falar línguas) até os que se associam com diferentes vocações esperadas de todos os cristãos em algum grau (fé).
Uma visão é que os dons sobrenaturais são uma forma especial de exceção concedida na era apostólica, justamente por causa das condições únicas da igreja naquela época, e esses dons são muito raramente concedidos atualmente. Esta é a visão da Igreja Católica e, teologicamente, é conhecida como cessacionismo e de muitos outros grupos que compõem a maioria dos cristãos. A visão alternativa, desposada principalmente pelas denominações pentecostais e pelo Movimento Carismático, é a de que a ausência de dons sobrenaturais se deu por se ter negligenciado o Espírito Santo e sua igreja. Embora alguns grupos, como os montanistas, tenham pregado a prática dos dons sobrenaturais durante o cristianismo primitivo, esta prática é muito rara até o crescimento do pentecostalismo no final do século XIX.
Os que acreditam na relevância dos dons sobrenaturais por vezes falam de um "Batismo no Espírito Santo", que os cristãos necessitariam experimentar para receber esses dons. Muitas igrejas defendem que o batismo no Espírito Santo é idêntico à conversão e que todos os cristãos foram, por definição, batizados no Espírito Santo.

## Pentecostes
Pentecostes era uma festa do Antigo Testamento que se comemorava cinquenta dias após a Páscoa.
Segundo os relatos das Sagradas Escrituras após se ter cumprido o dia de Pentecostes, estavam os discípulos reunidos e, de repente, veio do céu um som, como de vento veemente e impetuoso e encheu toda a casa em que estavam assentados. E foram vistas línguas repartidas como que de fogo, as quais pousaram sobre cada um deles. E todos foram cheios do Espírito Santo e começaram a falar em outras línguas(idiomas), conforme o Espírito Santo lhes concedia que falassem (Atos 2:1–4).

## Simbolismo e iconografia

### Símbolos
O Espírito Santo é frequentemente referenciado através de metáforas ou símbolos, tanto doutrinariamente quanto biblicamente. Teologicamente falando, estes símbolos são importantes para entendê-lo e não são apenas representações artísticas
- Água - significa a ação do Espírito Santo no batismo, pois após a invocação do Espírito Santo ela se torna sinal sacramental eficaz do novo nascimento: assim como a gestação de nosso primeiro nascimento se operou na água, da mesma forma também a água batismal significa realmente que nosso nascimento para a vida divina nos é dado no Espírito Santo. como em «Em um só Espírito fomos batizados todos nós em um só corpo, quer judeus, quer gregos, quer escravos, quer livres; e a todos nós foi dado beber dum só Espírito» (I Coríntios 12:13). Assim, o Espírito é também pessoalmente a água viva que se derrama de Cristo crucificado (João 19:34 e I João 5:8) nos cristãos levando-os à vida eterna.[43][44] O Catecismo da Igreja Católica, no item 1137, considera a referência à Água da Vida em Apocalipse 21:6 e em Apocalipse 22:1 "um dos mais belos símbolos do Espírito Santo".[45]
- Unção - o simbolismo da bênção com óleo também se refere ao Espírito Santo, a ponto de se tornar um sinônimo dele. A vinda do Espírito é chamada de "unção" (em II Coríntios 1:21, por exemplo). Em algumas denominações, a unção é praticada na confirmação (ou "crisma"). O próprio título "Cristo" (em hebraico, Messiah) significa "ungido" pelo Espírito de Deus.[43][44] A humanidade que o Filho assume é totalmente "ungida do Espírito Santo". A Virgem Maria concebe Cristo do Espírito Santo, que pelo anjo o anuncia como Cristo por ocasião do nascimento dele e leva Simeão a vir ao Templo para ver o Cristo do Senhor.[46] Esta Unção (o Espírito Santo) plenifica Jesus manifestando-se com o poder que dele sai em seus atos de cura e salvação. É finalmente Ele que ressuscita Jesus dentre os mortos, em cuja humanidade vitoriosa da morte, pode agora difundir em profusão o Espírito Santo até "os Santo" constituírem, em sua união com a Humanidade do Filho de Deus, "esse Homem perfeito... que realiza a plenitude de Cristo"(Ef 4,13): "o Cristo total", segundo a expressão de Sto. Agostinho.[47]

- Fogo - simboliza a energia transformadora das ações do Espírito Santo. Na forma de "línguas de fogo", o Espírito Santo se deitou sobre os discípulos na manhã de Pentecostes.[43][44] Fogo que transforma o que toca.
- Nuvem e luz - Estes dois símbolos são inseparáveis nas manifestações do Espírito Santo. Nas teofanias do Antigo Testamento, a Nuvem, ora escura, ora luminosa, revela o Deus vivo e salvador, escondendo a transcendência de sua Glória: com Moisés sobre a montanha do Sinai, na Tenda da Reunião e durante a caminhada no deserto; com Salomão por ocasião da dedicação do Templo. O Espírito Santo se aproximou da Virgem Maria e a "envolveu com sua sombra", para que ela pudesse conceber e dar à luz Jesus (em Lucas 1:35). Na montanha da transfiguração, o Espírito na "veio uma nuvem que os envolvia", a Jesus, Moisés, Elias, Pedro, Tiago e João, e "Dela saiu uma voz, dizendo: Este é o meu Filho, o meu escolhido, ouvi-o." (Lucas 9:34–35)[44] Essa Nuvem que "subtrai Jesus aos olhos"dos discípulos no dia da Ascensão e que o revelará Filho do Homem em sua glória no Dia da sua Vinda.
- Selo - simbolismo muito próximo ao da unção, pois é Cristo que "Deus marcou com seu selo"(Jo6,27) e é nele que também o Pai nos marca com seu selo. Simboliza um sinal (caráter) indelével que o Espírito Santo deixa impresso nos sacramentos do batismo, da confirmação e da ordem, que não podem ser reiterados.
- Mão - é impondo as mãos que Jesus cura os doentes e abençoa as criancinhas. Em nome dele, os apóstolos farão o mesmo. Melhor ainda: é pela imposição das mãos dos apóstolos que o Espírito Santo é dado. A Igreja conservou este sinal da efusão onipotente do Espírito Santo em suas epicleses sacramentais.
- Dedo - "É pelo dedo de Deus que (Jesus) expulsa os demônios"(Lc11,20). Se a Lei de Deus foi escrita em tábuas de pedra "pelo dedo de Deus"(Ex31,18), a "letra de Cristo", entregue aos cuidados dos apóstolos, "é escrita com o Espírito de Deus vivo não em tábuas de pedra, mas em tábuas de carne, nos corações (2Cor 3,3). O hino "Veni, Creator Spiritus"(Vem, Espírito Criador) invoca o Espírito Santo como "dedo da direita paterna" (digitus paternae dexterae).
- Pomba - quando Cristo saiu das águas do Rio Jordão no seu batismo, o Espírito Santo, na forma de uma pomba, pousou sobre ele e ali permaneceu (Mateus 3:16).[43][44]
- Vento ou sopro - o Espírito também já foi comparado a "o vento que sopra onde quer", ainda melhor traduzido como "o espírito age onde quer"(João 3:8) e descrito como "um ruído vindo do céu, como de um vento impetuoso" (Atos 2:2).[43] II

### Representações na arte
O Espírito Santo tem sido representado na arte cristã, tanto no ocidente quanto no oriente, de várias formas, variando de pombas, chamas até pessoas quase idênticas na Santíssima Trindade.

## Na cultura popular

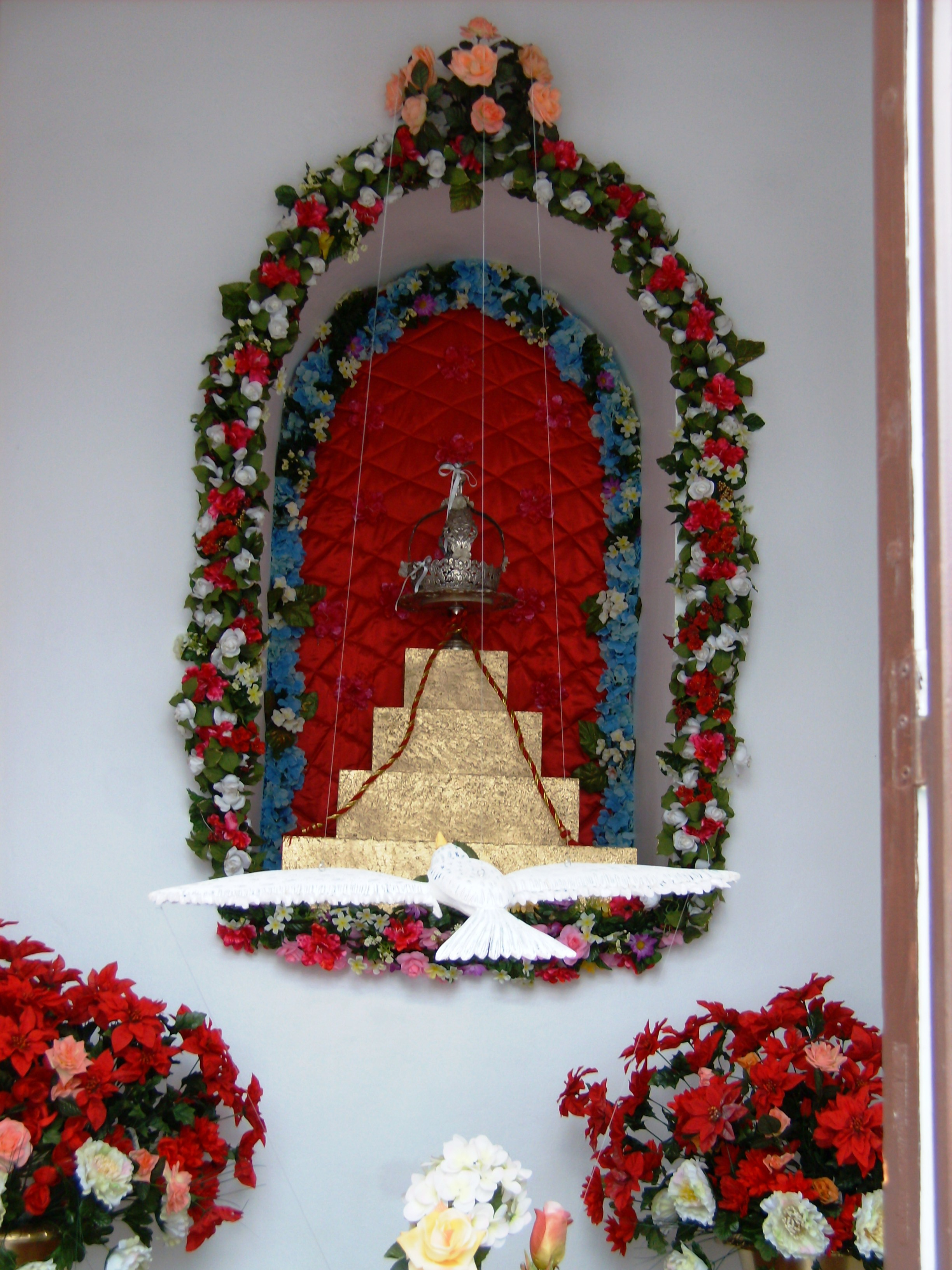
Coroa do Espírito Santo, Ilha de Santa Maria (Açores, 2008).

O culto ao Divino Espírito Santo, em suas diversas manifestações, é uma das mais antigas e difundidas práticas do catolicismo popular brasileiro. Sua origem remonta às celebrações realizadas em Portugal a partir do século XIV, nas quais a terceira pessoa da Santíssima Trindade era festejada com banquetes e distribuição de esmolas aos pobres. As Festas do Império do Divino Espírito Santo tem origem em Alenquer (Portugal) com a rainha santa Isabel. A mulher do rei D. Dinis iniciou um modelo festivo em que o Espírito Santo impera na figura de um pessoa do pessoa do povo.
Essas celebrações aconteciam cinquenta dias após a Páscoa, comemorando o dia de Pentecostes, quando o Espírito Santo desceu do céu sobre os apóstolos de Cristo sob a forma de línguas como de fogo, segundo conta o Novo Testamento. Desde seus primórdios, os festejos do Divino, realizados na época das primeiras colheitas no calendário agrícola do hemisfério norte, são marcados pela esperança na chegada de uma nova era para o mundo dos homens, com igualdade, prosperidade e abundância para todos.
A devoção ao Divino encontrou um solo fértil para florescer nas colônias portuguesas, especialmente no arquipélago dos Açores. De lá, espalhou-se para outras áreas colonizadas por açorianos, como a Nova Inglaterra, nos Estados Unidos, e diversas partes do Brasil.
É provável que o costume de festejar o Espírito Santo tenha chegado ao Brasil já nas primeiras décadas de colonização. Hoje, a festa do Divino pode ser encontrada em praticamente todas as regiões do país, do Rio Grande do Sul ao Amapá, apresentando características distintas em cada local, mas mantendo em comum elementos como a pomba branca e a santa coroa, a coroação de imperadores e a distribuição de esmolas.